# Cornelis de Visscher II
Cornelis de Visscher II, o Cornelis Visscher II (Haarlem, 1628 -1629 – Amsterdam, 16 gennaio 1658 (sepolto)), è stato un incisore, disegnatore e pittore olandese del secolo d'oro.

## Biografia

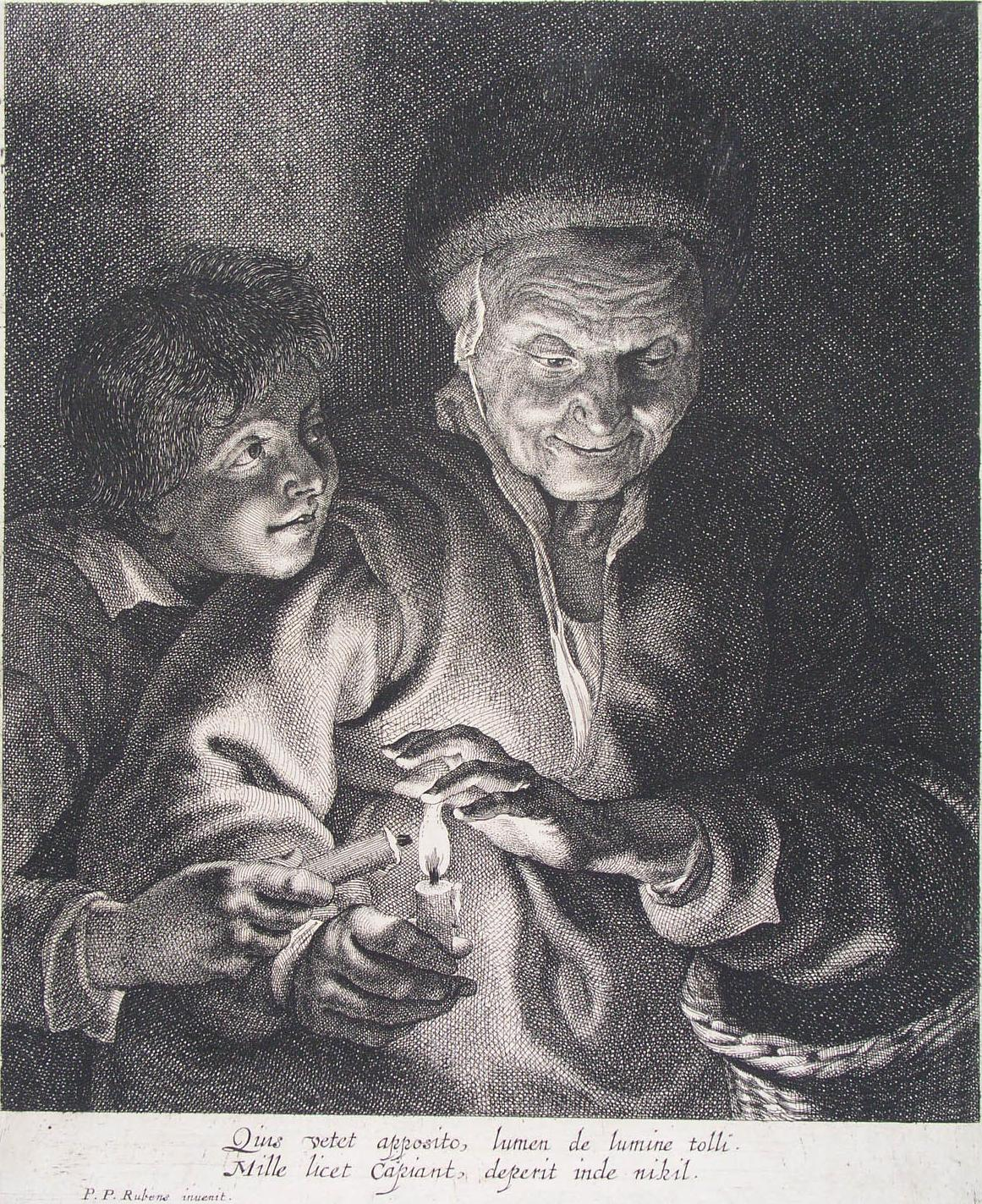
Donna con candela da un dipinto di Peter Paul Rubens (1643-1658)

Fratello di Jan e Lambert de Visscher, fu allievo di Pieter Soutman dal 1647 al 1648. Operò inizialmente a Haarlem, dove collaborò attivamente con Soutman realizzando negli anni 1649-1650 parecchie incisioni sotto la supervisione di quest'ultimo. A partire dal 1650 de Visscher operò indipendentemente e nel 1653 entrò a far parte della locale Corporazione di San Luca. Fu in seguito attivo ad Amsterdam dal 1655, fino al 1658, anno della sua morte.

Si dedicò principalmente alla realizzazione di ritratti e rappresentò soggetti di genere, religiosi, in particolare devozionali e storici ed eseguì paesaggi e studi di animali. Tra le sue opere ricordiamo il ritratto di Lieven Willemsz van Coppenol (1658) e Ritratto di una donna, disegno eseguito su vello (1658). Realizzò inoltre incisioni su lastre di rame. Nonostante la morte precoce, fu uno dei più importanti e produttivi incisori dell'epoca, riproducendo opere di suoi connazionali e di maestri della scuola veneta. Realizzò anche 101 ritratti, rappresentò 133 soggetti spirituali, 143 storici, 179 scene di vita popolare ordinaria, a partire da suoi disegni.

Furono suoi allievi Cornelis van Dalen I e Jan Aelbertsz Riethoorn.